# Kalenderbitare
Kalenderbitare är en benämning på en person som tycker om faktakunskaper, till exempel uppgifter om länder, huvudstäder eller historiska årtal. En sådan person uppfattas ofta som allmänbildad. Intresset av att analysera de inlärda faktauppgifterna varierar.